# Edigar Junio
Edigar Junio (sinh ngày 6 tháng 5 năm 1991) là một cầu thủ bóng đá người Brasil.

## Sự nghiệp câu lạc bộ
Edigar Junio hiện đang chơi cho Yokohama F. Marinos.